# دوباره (فیلم)
دوباره (به هندی: Dobara) فیلمی محصول سال ۲۰۰۴ و به کارگردانی شاشی رانجان است. در این فیلم بازیگرانی همچون جکی شروف، ماهیما چودری، راوینا تاندون، گلشن گروور، سونی رازدان، وراجش هیجری و سیما بیسواس ایفای نقش کرده‌اند.